# Vous remercier
Vous Remercier é o primeiro álbum de Jena Lee, definido pela cantora como o primeiro no estilo "Emo/R&B". Produzido junto com Busta Funk, lançou no dia 2 de Novembro de 2009 para downloads digitais e, uma semana depois, no dia 9 de Novembro foi lançado para vendas nas lojas pela gravadora Mercury Records, uma subsidiária da Universal Music Group. Seu primeiro single, J'aimerais tellement tinha sido lançado em abril de 2009, contando com um videoclipe no mês de outubro. Permaneceu durante onze semanas consecutivas em primeiro lugar nas listas de vendas francesas.
O álbum alcançou um exito enorme na França, conseguindo se manter durante 53 semanas no top 200. Foi certificado disco double de platina por alcançar vendas superiores aos 200.000 exemplares. Teve também um exito considerável na Bélgica e na Suíça.
No final de 2009, lançou seu segundo single, Je me perds, que chegou a 4º posição nas vendas na França. E no começo de 2010, lançou seu terceiro e último single, Du style que chegou ao 10º lugar. Nos videos de ambos os singles se pode ver um estilo anime, tal como se viu no videoclipe de J'aimerais tellement.

## Faixas
| #   | Título                           | Duração   |
| --- | -------------------------------- | --------- |
| 1.  | "Je Me Perds"                    | 4 min 27  |
| 2.  | "Du style"                       | 3 min 17  |
| 3.  | "J'aimerais tellement"           | 3 min 52  |
| 4.  | "Banalité"                       | 3 min 22  |
| 5.  | "Redeviens-Toi Même"             | 3 min 41  |
| 6.  | "Je Rêve En Enfer"               | 3 min 18  |
| 7.  | "Dépendance"                     | 3 min 46  |
| 8.  | "Emo/Rnb"                        | 3 min 29  |
| 9.  | "Je suis"                        | 3 min 16  |
| 10. | "Je préfère"                     | 4 min 57  |
| 11. | "Victime idéale"                 | 3 min 28  |
| 12. | "Vous Remercier / Remerciements" | 12 min 37 |

## Listas de vendas
| Listas de vendas (2009) | Posição tope |
| ----------------------- | ------------ |
| França                  | 6            |
| França (Downloads)      | 6            |
| Bélgica                 | 53           |
| Suiça                   | 98           |